# Rezervația naturală Molești
Molești este o rezervație naturală silvică în raionul Ialoveni, Republica Moldova. Este amplasată la 2 km sud de satul Molești, ocolul silvic Răzeni, Vila Molești – Răzeni, parcela 11, subparcela 1; parcela 12, subparcela 3. Are o suprafață de 5 ha. Obiectul este administrat de Gospodăria Silvică de Stat Cimișlia.